# طفح ضوئي متعدد الأشكال
الطفح الضوئي مُتعدد الأشكال (اختصارًا PMLE) هو أكثر الجلادات الضوئية شيوعًا، حيث يحدث بسبب أشعة الشمس ويصيب كل الأعراق. تكون هجماته متقطّعة وتظهر بعد دقائق إلى ساعات (ونادراً أيام) من تعرّض الجلد للشمس أو للـUVR من مصادر صناعية. طيف الضياء المسبب هو الـUVB و الـUVA وفي حالات نادرة الضوء المرئي. تتطوّر حطاطات/حويصلات أو حطاطات حويصلية و/أو لويحات حمامية, حاكّة وغير تندّبية في غضون دقائق إلى ساعات. يكون الطفح أكثر شدّةً في الربيع وبداية الصيف، ويختفي عادةً بشكل كامل خلال الشتاء. وصف في البداية من قبل Carl Rasch في العام 1900 وذكر لاحقاً من قبل Hexthausen في العام 1918.

## الوبائية
يصيب الرجال والنساء وكل الأعراق. ويتناسب حدوثه عكساً مع خط العرض، وأعلى نسبة له هي في الدول الإسكندنافية (22%), وعالية أيضاً في المملكة المتحدة وأمريكا الشمالية (10-15%), ومنخفضة في أستراليا (5%) وفي سنغافورة الاستوائية (حوالي 1%). وقد يعزى هذا الأمر إلى ظاهرة تقسية الجلد ‘hardening phenomenon’ والمتّبعة من قبل المرضى في الأجواء المشمسة. تصاب النساء بنسبة أكبر قليلاً من الرجال، وتكون أعلى نسبة للإصابة في العقدين الثاني والثالث من العمر.

## الآلية الإمراضية
تتحرّض هجمات الـPMLE بالـUVR (وربما، في بعض الحالات، بالضياء المرئي) من الشمس أو من المصادر الأخرى كما في كبينات البرونزاج. وتعتبر شمس الربيع والصيف في المناطق الدافئة هي الأكثر فعّالية في إحداث الهجمات، على العموم، تكون بجرعات أقل من الـMED (الحرق الشمسي). ويتراوح طيف الفعّالية الضيائية من الـBB-UVB إلى الـUVA وفي حالات نادرة بالضياء المرئي. وقد أظهرت دراسات التحريض الضيائي استجابة إيجابية في 50% من المرضى للـNB-UVB, في 50% تجاه الـBB-UVA, و80% لكل من الـUVB والـUVA.
يبدو أن الـPMLE هو تفاعل فرط حساسية متأخّر DHT لمستضد(ات) جلدية داخلية غير معروفة، تتحفّز ضيائياً. أما الخزعة المأخوذة بتوقيت معيّن، بعد التحريض الضيائي بجرعات قريبة من ثلثي جرعة الـMED, فقد أظهرت رشاحة التهابية حول وعائية من لمفاويات تائية CD4+ (في غضون ساعات) وخلايا تائية CD8+ (في غضون أيام)؛ وزيادة في عدد الخلايا المقدّمة للمستضد في البشرة والأدمة. وهذا التفاعل يقترح وجود استجابة DHT كما هو مشاهد في التهاب الجلد التماسي التحسسي ACD وتفاعل السلّين. بالإضافة إلى زيادة تعبير الـICAM-1 والـE-selectin, والـVCAM-1 كما هو الحال في استجابات الـDHT الأخرى. على العموم، لم يتم بعد تحديد الـUVR absorbers والمستضدات المسؤولة عن إحداث الـPMLE.
يبدو أن الأهبة للـPMLE محددة جينياً, وربما يكون لدى 70% من الناس «ميلاً» لتطويره لكنّه لايظهر لدى الجميع نظراً لاختلاف الاختراق من فرد لآخر. في كل DHT هناك طورين: طور تحريض induction وطور بعث (إظهار) elicitation للمرض، ويبدو أن الخلل الحاصل في الـPMLE هو نقص في عملية تثبيط التحريض المحدث بالـUVR الطبيعي. وعلى نحوٍ خاص، قد يكون لجى مرضى الـPMLE درجة أقل من التثبيط المناعي الجلدي بعد التعرّض للـUV (مقارنةً بالأفراد الأصحّاء), مايؤدّي إلى استجابة معززة للمستضد (ات) الضيائية المفترضة وتطوّر الآفات السريرية.

## المظاهر السريرية
يتظاهر الـPMLE عادةً خلال الربيع وبداية الصيف ويتلو التعرّض للشمس بدقائق أو ساعات (وأحياناً أيام، وخصوصاً أثناء العطلات المشمسة). كما قد تحدث هجمات لضياء الشمس المنعكس عن الثلج خلال الشتاء أو بعد استخدام حمّامات البرونزاج. يتطوّر عندها الطفح في غضون دقائق إلى ساعات ويستمر ليوم أو عدة أيام أو أحياناً أسابيع، وخصوصاً مع استمرار التعرّض. على العموم، يناقص غالباً احتمال تطوّر الطفح أو يتوقّف مع استمرار العطلة المشمسة، وبظاهرة تسمّى بالتقسية ‘hardening’.
يصاب الجلد المتعرّض لأشعّة الشمس (وعادةً ليس كل الجلد المتعرّض) بنمط متناظر ولطخي غالباً, في حين تعفّ الإصابة عن المناطق الأخرى، خصوصاً تلك المتعرّضة بشكل طبيعي لضياء الشمس. وتكون طبيعة وتوزّع الطفح في مريض ما وثيقة الصلة ببعضها. والمناطق الأكثر شيوعاً للإصابة هي الوجه، الرقبة, السطوح الخارجية من الأذرع، والوجه الظهري للأيدي، وقد تكون الإصابة أكثر تعمماً في المناطق المعرّضة للشمس.
تتنوّع الآفات بشكل كبير بين المرضى، وتكون عموماً حطاطات حاكّة بشكل خفيف، متجمّعة, حمامية أو بلون الجلد، وتختلف في حجمها، وأحياناً تلتحم ببعضها في لويحات كبيرة ذات سطح ناعم أو غير مستوٍ. أما في الأفراد ذوي البشرة المصطبغة، فأشيع التظاهرات السريرية هي الحطاطات المتجمّعة، وبحجم رأس الدبّوس في المناطق المعرّضة للشمس. قد تشاهد الحويصلات، الفقاعات, الحطاطات الحويصلية والانتفاخ الوذمي المتماهي (خصوصاً على الوجه)؛ وبشكل غير شائع، قد تحدث الحمامى أو الحكّة فقط.
في حالات نادرة، قد يصاب صيوان الأذن بشكل رئيسي، خصوصاً لدى الصبية على اعتبار أن آذانهم أكثر عرضةّ عادةً من الفتيات، وغالباً بشكل حويصلات، ويسمّى هذا النمط من الـPMLE بالطفح الربيعي الشبابي juvenile spring eruption. وقد تصاب المناطق المغطّاة في حالات نادرة.
قد تشاهد في حالات نادرة أعراض جهازية من دعث معمم، صداع, حمّى، غثيان وأعراض أخرى..
قد تدوم الـPMLE مدى الحياة؛ عموماً, بالمتابعة لمدة 32 سنة لـ94 مريض، تحسّن هذا المرض أو تراجع في 58% بعد فترة 16 سنة، وفي 75% بعد 32 سنة.

## التشريح المرضي
هناك تفجّي في البشرة ورشاحة أدمية سطحية وعميقة، حول وعائية وحول الملحقات من خلايا لمفاوية وناسجة، غالباً مع بعض الحمضات والعدلات. وهناك عادةً وذمة واضحة في الأدمة الحليمية. وفي حالات نادرة، قد يصعب تفريقها عن الذئبة الحمامية في حال وجود تغيّرات وجيهية مهمّة، أو عن اللمفوما إذا كانت الرشاحة الالتهابية الخلوية في الأدمة واضحة.

## التشخيص التفريقي
يتم الشك بالـPMLE من خلال القصّة، التظاهرات السريرية، عدم وجود أضداد مضادة للنواة أو تلك المشاهدة مع الـLE (كالـanti-Ro مثلاً), وبروفايل طبيعي من البورفرينات. وتكون الخزع النسيجية مؤكّدة والومضان المناعي المباشر سلبي. كما أن اختبار التحريض الضيائي مفيد وقد يساعد في تدبير المرضى.
يكون لدى 50% من مرضى الذئبة الحساسة للضياء أعراض تتوافق والـPMLE (بما فيها الـLE الجلدية تحت الحادة والـLE tumidus). وصحيح أن آفات الجلد في الـLE هذه تتحرّض بالضياء، إلا أنها تحدث أيضاً بدون التعرّض للشمس وقد تشاهد أيضاً في مناطق غير معرّضة للشمس. وعلى العكس، تشاهد آفات الـPMLE في المناطق المعرّضة للضياء بشكل حصري. وأكثر من ذلك، تميل آفات الـLE لأن تستمر لأسابيع أو أشهر، في حين أن آفات الـPMLE, وفي غياب التعرّض للشمس، تتراجع عادةً في غضون أيام.
الشرى الشمسي: تتطور الانتبارات في غضون دقائق من التعرّض للأشعة المرئية فوق البنفسجية قصيرة أو طويلة الموجة، وذلك في مناطق التعرض، وتتراجع عادةً في غضون ساعتين، وذلك على عكس الـPMLE, والذي تظهر فيه آفات الشرى بعد ساعات وتستمر لأيام. وهناك نمط متأخر من الشرى الشمسي. لايزال سبب الشرى الشمسي مجهولاً (بدئياً) وقد يكون ثانوياً للبورفيريات.
نموذجياً, تكون آفات البروتو بورفيريا المكوّنة للحمر مؤلمة بشكل واضح، وقد لايكون هناك آفات التهابية، وهناك ارتفاع في تراكيز بروتوبورفرين الـRBCs.
تكون الأشكال المتفاقمة بالشمس من الـAD والـSD أكزيميائية الشكل، في حين تكون الـLE, والتي تسبق أو تشاهد في بعض الأحيان مع الـPMLE, عموماً غير حاكّة وتتظاهر بشذوذات مناعية جلدية وجائلة في الدوران.
أخيراً, تختلف الـEM, والتي تتفاقم بالضياء في بعض الأحيان، بالقصّة السريرية والخزعة النسيجية.

## العلاج
قد تستجيب الـPMLE في أشكالها الخفيفة للحماية الضيائية، وذلك بتجنّب الشمس، استخدام الألبسة الواقية من الشمس، والتطبيق المنتظم للواقيات الشمسية عالية الـSPF وواسعة الطيف.
في حالات الـPMLE الأشد، يعتبر استخدام جلسات وقائية 2-3 مرات بالأسبوع من الـNB-UVB, أو الـPUVA علاجاً فعّالاً. وبالنسبة للـNB-UVB, يستطب البدء بجرعة 50-70% من الـMED, وتُزاد الجرعة لاحقاً بنسبة 10-15% كل جلسة. أما بالنسبة للـPUVA, فيعطى 8 ميتوكسي بسورالين 0.5-0.6 ملغ/كغ قبل الجلسة بساعة، وثم تعطى الـUVA بجرعات تتراوح بين 0.5-3 جول/سم2, اعتماداً على النمط الجلدي الضيائي. ومن ثم تُزاد جرعة الـUVA بـ0.5-1.5 جول/سم2 في كل جلسة.
يمكن استخدام البريدنيزون الفموي (1مغ/كغ) خلال الطور البدئي (7-10 أيام) من المعالجة، للتقليل من التفاقم الضيائي.
يتم البدء بالعلاج عادةً خلال الربيع وبمعدّل 15 جلسة (5 أسابيع) وتعتبر كافية لإحدث قساوة الجلد. وبعدها يطلب من المرضى تعريض أنفسهم لضياء الظهيرة لمدة 15-20 دقيقة (بدون واقي شمسي) أسبوعياً لبقيّة فصل الصيف وذلك للمحافظة على حالة القساوة.
من العلاجات الأخرى والتي استخدمت وبدرجات مختلفة من النجاح: مضادات الملاريا (وتستخدم غالباً في بداية الربيع إلى منتصف الصيف فقط), ونادراً, في الحالات الشديدة، يمكن استخدام الآزاثيوبرين والسايكوسبورين. ومن المفيد استخدام الستيروئيدات الموضعية القوية وحتى أشواط قصيرة من الستيروئيدات الفموية في بعض المرضى العرضيين.